# Thestor murrayi
Murray’s Skolly (Thestor murrayi) là một loài bướm ngày thuộc họ Bướm xanh. Nó được tìm thấy ở Nam Phi, nơi nó được tìm thấy ở Name Karoo in the West Cape, from the Swartberg to the Kammanassie, Outeniqua và Tsitsikamma Mountains to the Groot Winterhoekberge và Baviaanskloofberge in the East Cape.
Sải cánh dài 26–28 mm đối với con đực và 27–29 mm đối với con cái. Con trưởng thành bay từ tháng 10 đến tháng 1. Có một lức một năm.